# Australian Plant Census
L'Australian Plant Census (APC) proporciona una interfície en línia als noms científics actualment acceptats i publicats de la flora vascular d'Austràlia, com una de les interfícies de sortida del sistema nacional d'informació de la biodiversitat integrada (IBIS - un model relacional de dades d'Oracle Corporation). L'Herbari Nacional Australià, Jardí Botànic Nacional d'Austràlia, Estudi Australià de Recursos Biològics i el Consell de Caps d'Herbaris Australàsia coordina el sistema..
La interfície de l'Australian Plant Census proporciona els noms científics actualment acceptats, els seus sinònims, noms il·legítims, mal aplicats i exclosos, així com dades de distribució estatals. Cada element d'hipervincles de sortida a altres interfícies en línia del sistema d'informació, inclòs l'Australian Plant Name Index (APNI) i l'Australian Plant Image Index (APII). Els resultats de la interfície de l'Australian Plant Census proporcionen informació sobre tots els tàxons de plantes vasculars natives i naturalitzades d'Austràlia, incloses les seves illes costaneres, però exclou els tàxons que només es coneixen a Austràlia del seu cultiu i que encara no estan naturalitzats.
La classificació de famílies de planta és basada en el Sistema de classificació APG III (2009).